# Tonari-gumi
Tonari-gumi (jap. 隣組 stowarzyszenie sąsiedzkie) – jednostka organizacyjna grup sąsiedzkich, ugrupowanie sąsiadów.  

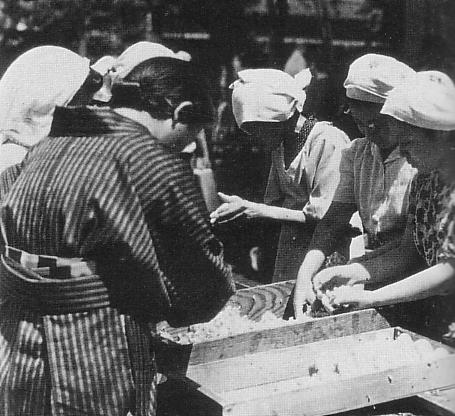
Członkinie tonari-gumi pomagają w dystrybucji ryżu, 1945

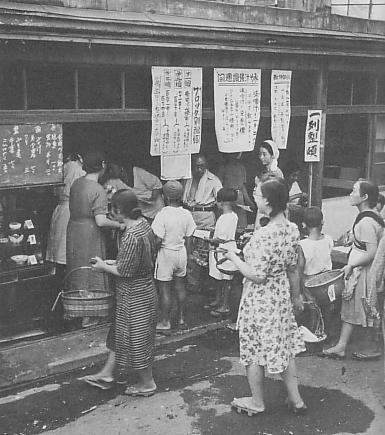
Racjonowanie żywności przy pomocy organizacji sąsiedzkiej w czasie wojny

Stowarzyszenia wzajemnej pomocy sąsiedzkiej mają w Japonii długą historię. Ich powstanie i działanie wiązało się z obroną wspólnot lokalnych w czasie zamieszek i wojen oraz pomocy w przypadku klęsk żywiołowych: trzęsień ziemi, tajfunów itp.
Nowego znaczenia nabrał ten ruch wspólnotowy w okresie II wojny światowej. Jego członkowie przechodzili podstawowe szkolenie wojskowe, m.in. aby służyć do obserwacji samolotów wroga nad miastami lub okrętów u wybrzeży. 
System tonari-gumi został sformalizowany 11 września 1940 roku rozporządzeniem Ministerstwa Spraw Wewnętrznych gabinetu premiera Fumimaro Konoe. Każda jednostka lokalna była odpowiedzialna za: dystrybucję żywności, walkę z pożarami, obronę cywilną, służbę zdrowia. Każda była zobowiązana do rozpowszechniania materiałów propagandowych oraz organizowania patriotycznych manifestacji.
Rząd japoński uznał tonari-gumi za użyteczne także w utrzymaniu porządku i bezpieczeństwa publicznego. Utworzono w nich sieć informatorów odpowiedzialnych za współpracę z policją w zakresie obserwacji naruszeń prawa, zachowań niemoralnych lub podejrzanych politycznie. 
Tonari-gumi były organizowane także na terytoriach okupowanych przez Japonię. Niektóre z nich brały udział w walkach w Mandżukuo, Korei i na Sachalinie. W ostatnim okresie wojny przygotowywano je do roli milicji porządkowej na wypadek inwazji aliantów. 
Formalnie zostały rozwiązane przez amerykańskie władze okupacyjne w 1947 roku.
Ze względu na podobne potrzeby co przed wiekami, stowarzyszenia dobrowolnej pomocy sąsiedzkiej i samorządowej istnieją w zmienionej postaci nadal, m.in. jako: chōnai-kai, czy jichi-kai. Ponoszą one ograniczoną odpowiedzialność za obserwację pod kątem przestępczości oraz wzajemnej pomocy w przypadku klęsk żywiołowych.